# Уго (Кочосон)
Уго (кор. 우거;кит. 右渠王, пиньинь Yòu Qú Wáng, палл. Юцюй ван) — третий ван династии Чосон Вимана. Погиб в результате завоевательной политики императора Китая Хань У-ди, завоевавшего север нынешней Кореи и присоединившего его в виде четырёх округов.

## Биография
Вступив на престол стал привлекать в своё царство выходцев из земель Хань, что сильно раздражало императоров Китая. Отказался приехать в Чанъань для подтверждения формального вассалитета и запрещал его своим владетельным князьям. Также, он, скорее всего, находился в дружественных отношениях с державой Хунну, важнейшим противником ханьской империи.
В 109 году до н. э. китайский посол Шэ Хэ (涉何) был направлен к Уго для убеждения приехать в Китай, но безуспешно. Возвращаясь в Китай, Шэ Хэ заколол на переправе своего проводника, корейского князя Чана (長). В столице он доложил об этом императору У-ди. Императору понравилось это убийство и он назначил Шэ Хэ восточным общеначальствующим приставом Ляодуна (遼東東部都尉). Возмущённые чосонцы напали на Ляодун и убили Шэ Хэ.
У-ди сразу же стал готовить нападение на Чосон, он набирал войско из преступников (罪人), которым в виде наказания была назначена служба на границах. Одновременно Ян Пу (zh:楊僕), главнокомандующий джонками (флотский генерал, 樓船將軍), отплыл от берегов Ци и пересёк Бохайский залив с 50 000 воинов на борту. Сюнь Чжи (zh:荀彘), левый (старший) главнокомандующий (左將軍), выступил в поход через Ляодунь с войском из местных жителей.
Уго организовал заслон на пути китайцев к его столице. Корейцы разбили войско Сюнь Чжи, а когда его воины стали возвращаться в Китай их казнили там. Флотский командующий Ян Пу, решил для начала подойти к Пхеньяну с 7000 воинов. Градоначальник узнал, что это небольшой флот и сделал вылазку. Китайцы были разбиты и Ян Пу вынужден был укрыться в горах, где выжидал 10 дней и собирал уцелевших. Сюнь Чжи с новым войском напал на корейцев на Ялуцзяне, но был отбит.
Для переговоров с Уго был отправлен китайский посол Вэй Шань (衛山). Уго ответил, что уже давно был готов признать себя вассалом У-ди, но боялся, что два полководца убьют его и теперь готов покориться. Он отправил своего наследника в Чанъань, прислал 5 000 лошадей и снабдил провизией китайское войско. Тем временем, 10 000 вооружённых корейцев пересекли Ялуцзян. Посол и главнокомандующий Сюнь Чжи испугались, что это западня и убили корейского принца. Они некоторое время скрывались в горах и вернулись в Китай. У-ди казнил посла Вэй Шаня.
Главнокомандующий разбил корейское войско и подступил к станам столицы с северо-запада, флот подошёл с юга и присоединился к осаде. Уго держал осаду несколько месяцев. Главнокомандующий Сюнь Чжи был любимцем У-ди, его воины, набранные в Янь и хэбэйцы
из области Дай zh:代 (西汉) были горды своей победой над корейцами. Капитан Ян Пу и его воины из Ци наоборот пали духом из-за поражения. Корейцы вели сепаратные переговоры с Ян Пу, надеясь выгадать выгодный мир. Сюнь Чжи наоборот таропился взять город штурмом, но никак не мог добиться поддержки от флота. Китайские войска перестали доверять друг другу и война застопорилась.

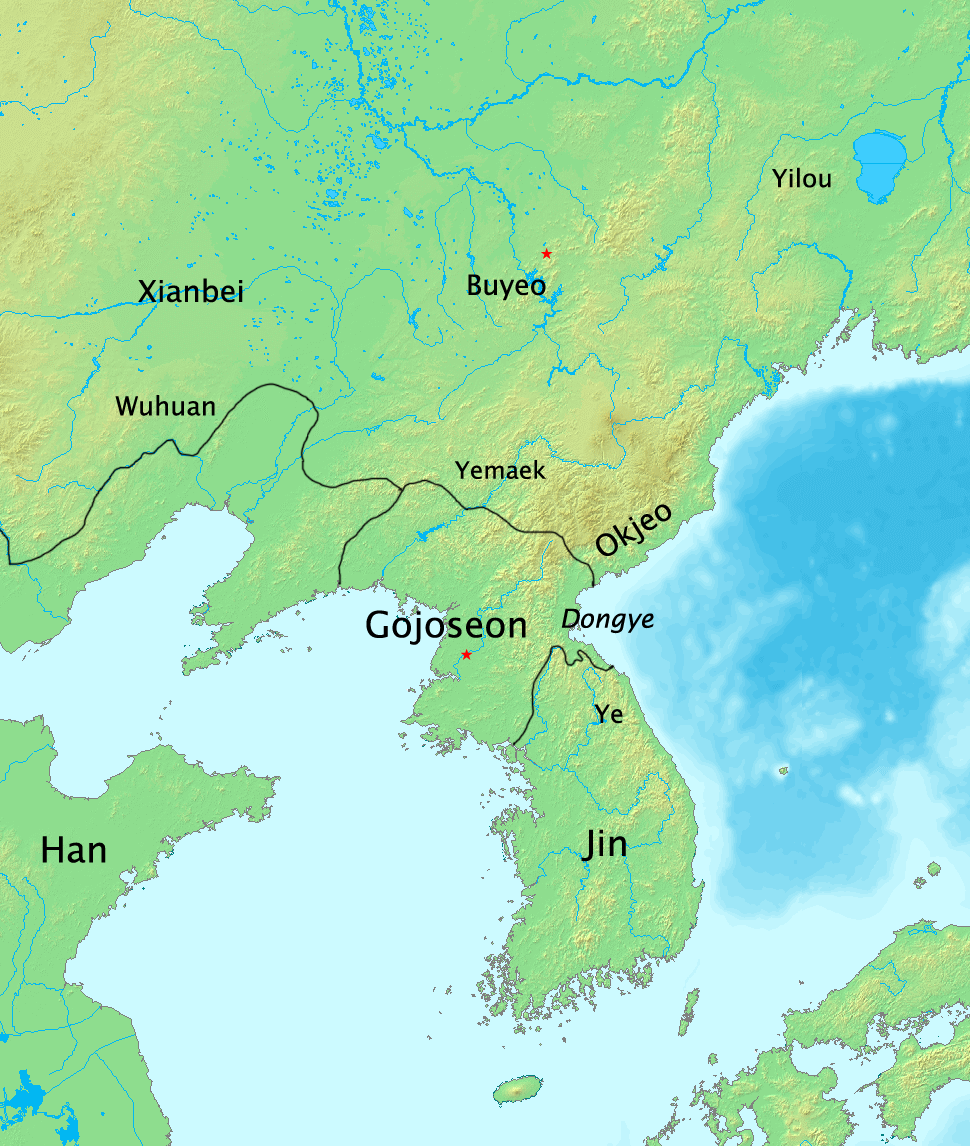
Корея в 108 году до н. э.

У-ди вновь отправил Вэй Шаня для переговоров. Но переговоры вскоре зашли в тупик, а главнокомандующий продолжал осаждать город. Император отправил Гунсунь Суя (公孫遂), правителя области Цзинань (濟南太守), разобраться в ситуации и действовать по обстоятельствам. Суй прибыв на место, выслушал доклад главнокомандующего Сюня Чжи, который обвинил флот в бездействии и намекнул на возможное предательство Ян Пу. Ян Пу был вызван в лагерь армии, под предлогом совещания и арестован. Суй возглавил войско и отправил доклад императору.
Разгневанный император казнил Гунсунь Суя. Главнокомандующий Сюнь Чжи таперь возглавил и флот, чтобы плотнее окружить столицу. Влиятельные чосонцы Сянлужэнь, Сяньхяньинь, Нисисяншэнь, Цзянцзюнь ? Ванцзя договорились бросить Уго, раз он не собирается сдаваться, а положение они считали безнадёжным. Сянлужэнь,Сяньхяньинь, Ванцзя бежали к китайцам, но Сянлужэнь погиб по дороге.
В 108 году до н. э. Нисисяншэнь подослал убийц к Уго и он был убит. Вельможа Чэнсы (成巳) продолжил сопротивление в столице и напал на предателей. Главнокомандующий Сюнь Чжи отправил сына Уго Чана (最) и Цзуя (最) сына Сянлужэня для замирения Чэнсы и горожан.
Чосон был разделён на четыре ханьских округа, Нисисяншэнь получил должность хуацинского хоу (澅清侯), Сяньхяньинь получил дицзюйского хоу (荻苴侯), Ванцзя стал пинчжоуским хоу (平州侯), Чан стал цзиским хоу (幾侯), и Цзуй, сын погибшего Сянлужэня, стал вэньянским хоу (溫陽侯), за заслуги отца.
Главнокомандующий Сюнь Чжи был осуждён на публичную казнь за расстройство военных планов и зависть к сослуживцам. Капитан Ян Пу был приговорён к смерти за самовольное нападение и потерю войска, но был помилован и лишён чинов.

## Семья
- дед Виман
- два сына, младший, скорее всего, Чан (長)